# غم إسحاق
غم إسحاق (بالفارسية: گم اسحاق) هي قرية تقع في قسم آذري الريفي (مقاطعة إسفراين) في إيران. يقدر عدد سكانها بـ 66 نسمة بحسب إحصاء 2016.